# Андрейко Ілля Степанович
Андрейко Ілля Степанович (15 липня 1918—16 лютого 1960) — радянський військовик, Герой Радянського Союзу (23 жовтня 1943).

## Біографія
Народився в 1918 році в с. Гаврилівка Пономарівського району Оренбурзької області. Закінчив школу ФЗУ м. Магнітогорська (після Професійне училище № 97). Працював слюсарем-ремонтником кисневого цеху ММК. Навчався на вечірньому відділенні індустріального технікуму.
У 1942 році призваний в Червону армію. На передовій з серпня 1942 року. Воював на Сталінградському і Воронезькому фронтах. Гвардії старший лейтенант, командир стрілецької роти 198-го гвардійського стрілецького полку 68-ї гвардійської стрілецької дивізії. Член КПРС з 1943 року.
Звання Героя Радянського Союзу присвоєне 23 жовтня 1943 року. Після війни продовжував службу в лавах Радянської Армії. Загинув в 1960 році в автомобільній катастрофі.
Похований в Одесі на Другому християнському кладовиищі.